# 大トリアノン宮殿
大トリアノン宮殿 (だいトリアノンきゅうでん、フランス語: Le Grand Trianon、フランス語発音: [ɡʁɑ̃ tʁijanɔ̃]、グラン・トリアノン) は、ヴェルサイユ宮殿の北西部に位置するシャトー。ルイ14世の命により作られた。

## 概要

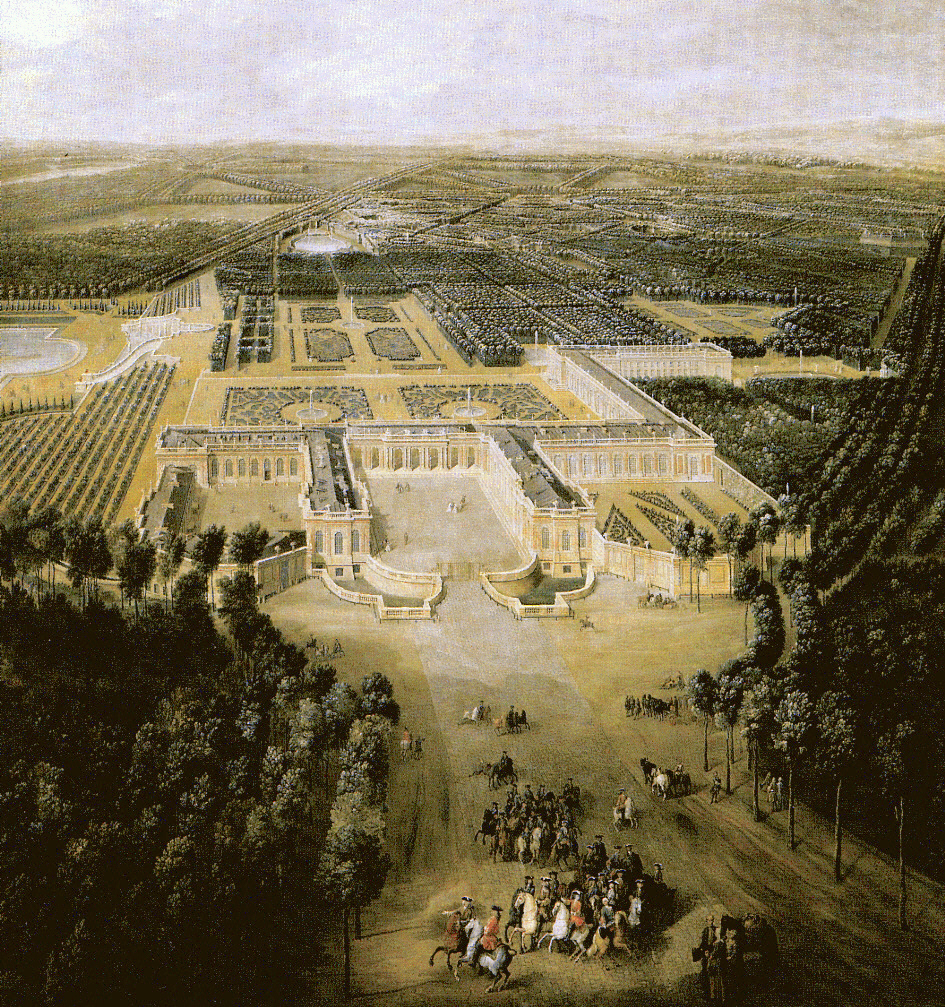
1700年のトリアノン

この離宮はルイ14世の求めにより、本館に対して離宮的な意味合いで建築された。彼とその公妾であったフランソワーズ・アテナイスの隠れ家として用いられ、時にはゲストを招き、宮廷の堅苦しいマナーから解放された軽食を提供した。別名には、大トリアノン、トリアノン離宮、グラン・トリアノン。
大トリアノン宮殿には庭園が設けられており、小トリアノン宮殿が建築されている。この宮殿は、大理石のギリシア風の列柱・柱廊をはじめとする施設が存在する。それは、ヴェルサイユ宮殿の本館とはまた違う小ぢんまりとした趣を見せ、しばしばルイ14世王もここを訪れたという。

## 歴史

### 磁器のトリアノン

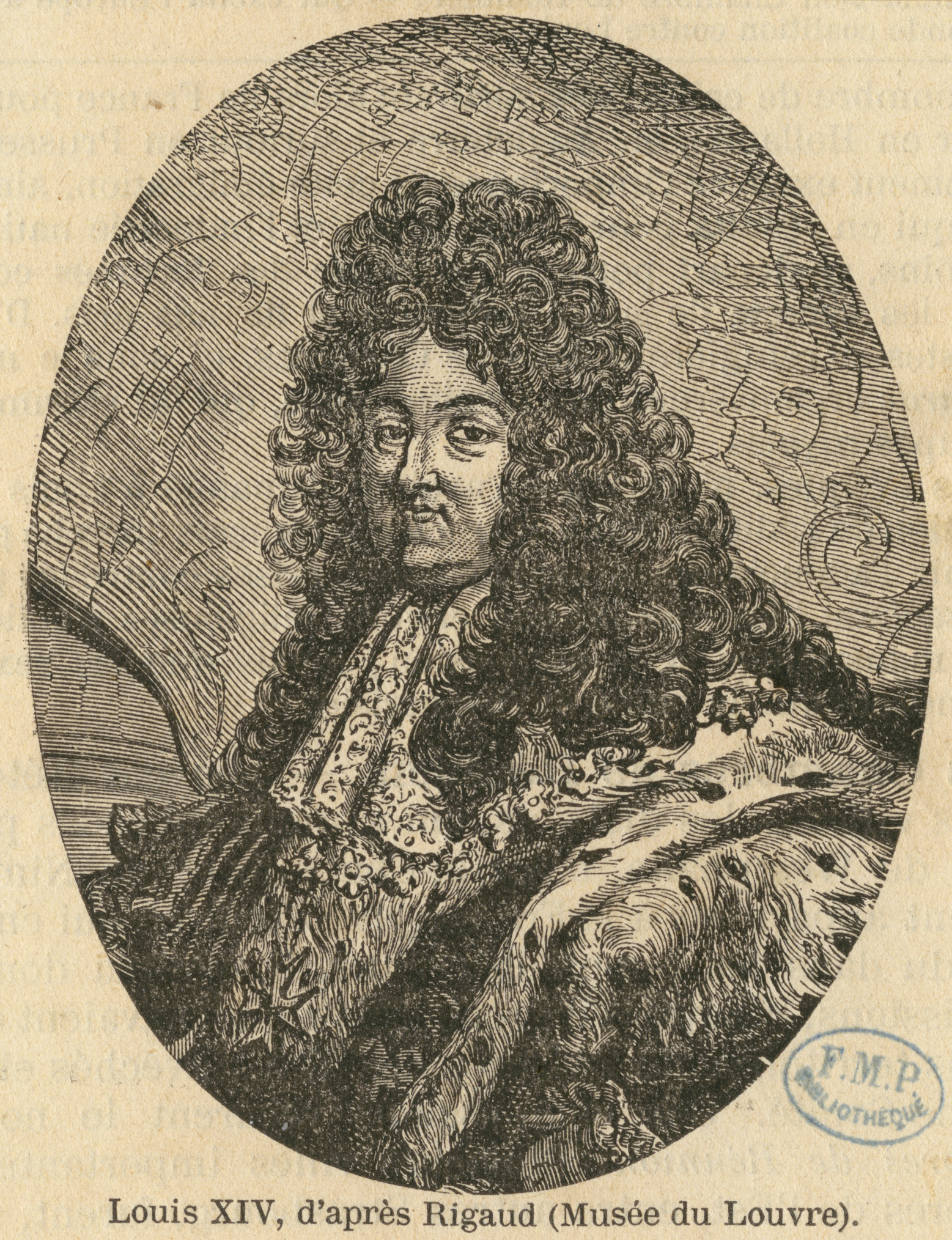
ルイ14世像。

1668年、ルイ14世はヴェルサイユ郊外の村落であったトリアノンを購入し、
この場所に磁器の展示館（トリアノン・ド・ポルスレーヌ, Trianon de porcelaine）を建設するよう、建築家ルイ・ル・ヴォーに設計を依頼した。

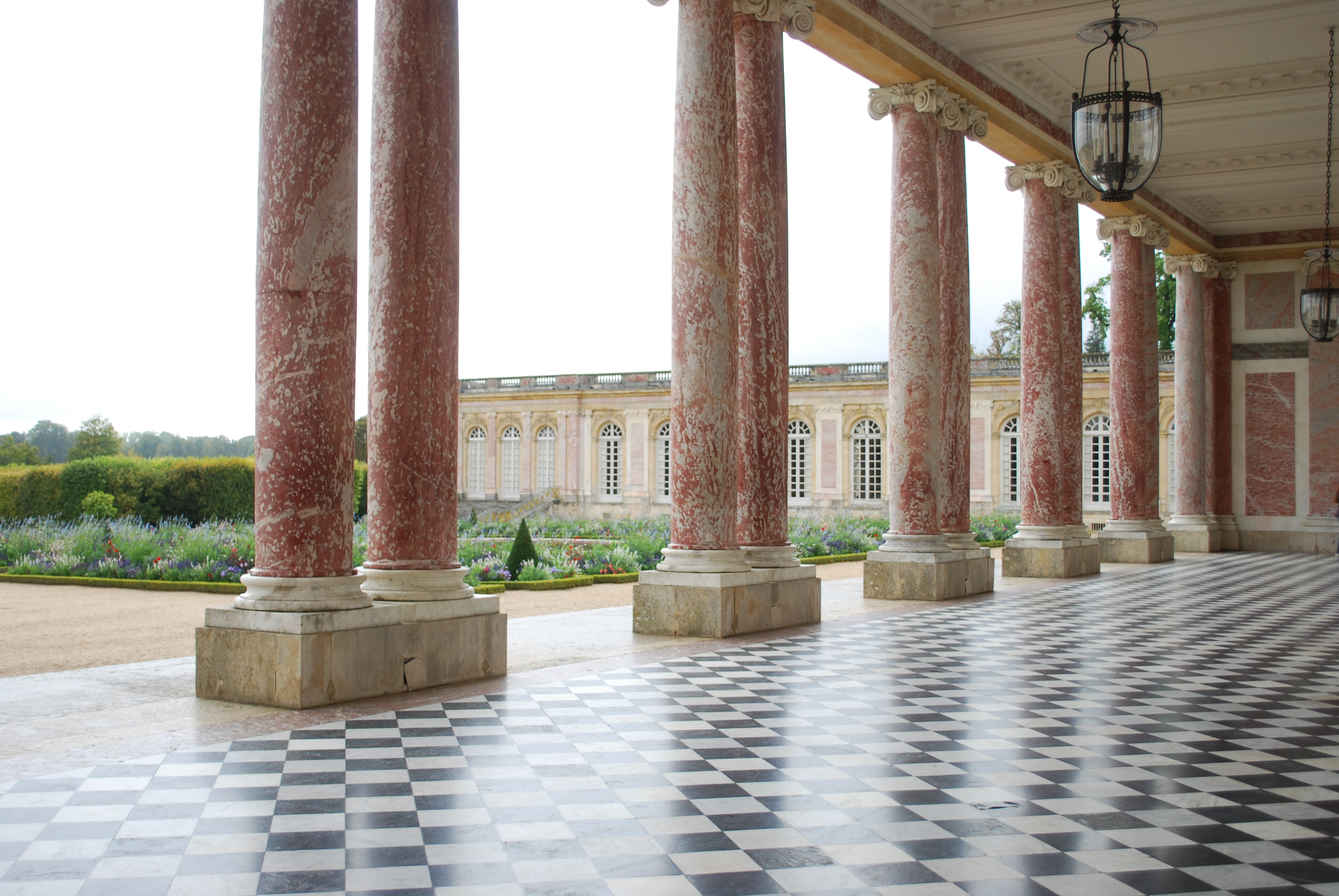
夏の大トリアノン宮殿

この建物のファサードは白と青の、ルーアン、リジュー、ヌヴェール、サン＝クルーで生産されたフランス製のデルフト焼き風タイルで作られた。建築は1670年からはじまり、1672年に完成した。

### 大理石のトリアノン

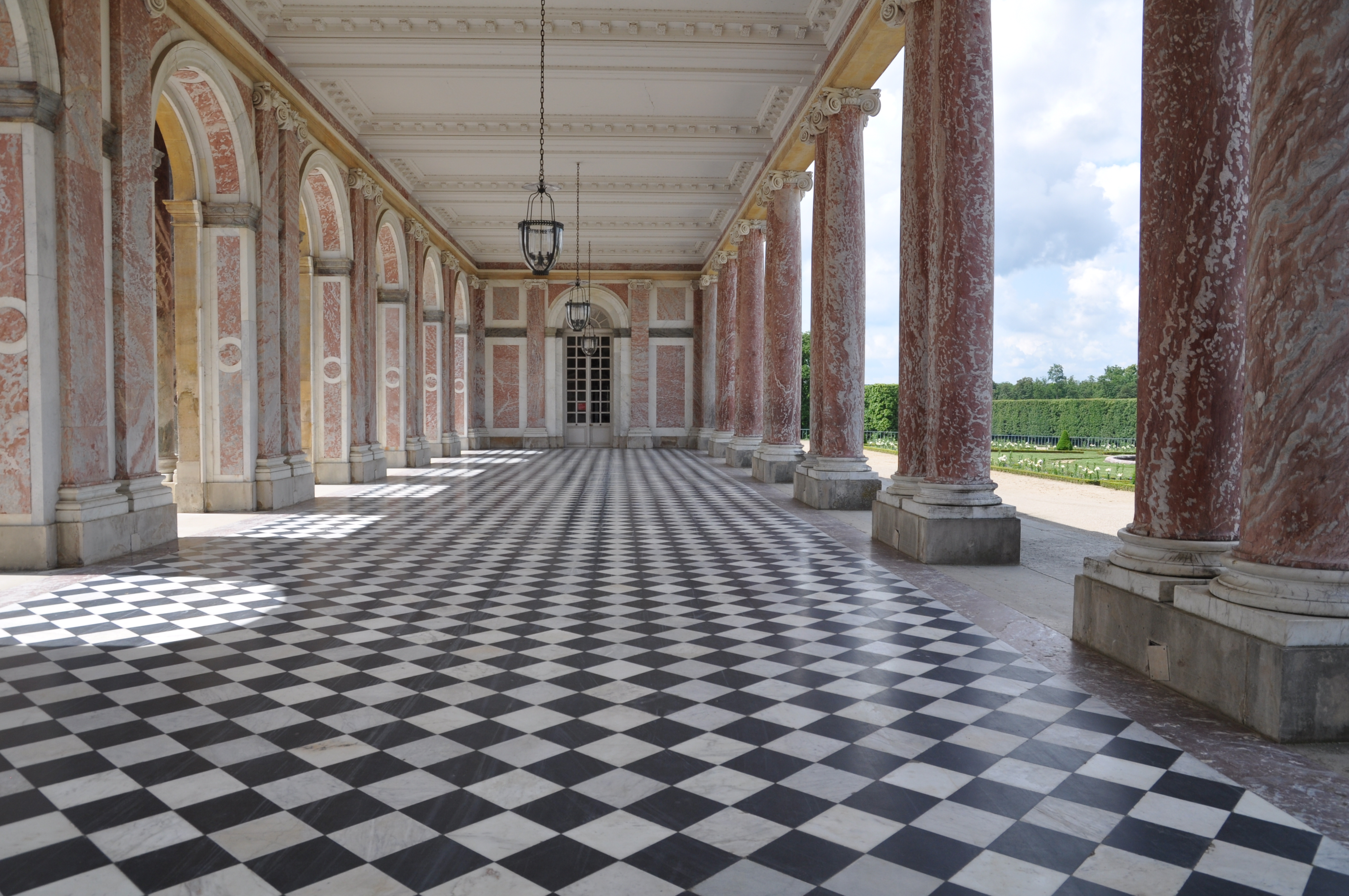
大トリアノン宮殿のペリスタイル

陶器で作られたタイルは脆く、1687年にはルイ14世が展示館の解体とより強固な素材で建て替えるよう命じるまでに劣化した。
この建て替え作業は建築家のジュール・アルドゥアン＝マンサールに任せられた。
アルドゥアン＝マンサールによる新たな建物には、ラングドック産の大理石が用いられ、磁器展示館の二倍の大きさとなった。
この今日でも見ることができる新たな建物は、1687年に着工され、1688年の1月に完成し、ルイ14世と彼の秘密の妻であったフランソワーズ・ドービニェに1688年の夏の間まで使用された。
大トリアノン宮殿はしばしば、この王とその妻を主人として使われた。離宮としての最初の期間は1688年から1691年まで続いた。次には1691年から1701年までであり、そして1701年から彼がヴェルサイユで死ぬ1715年まで使用された。
1703年から1711年にかけては、グラン・ドーファンの邸宅であった。
この土地は、ルイ14世の孫であるブルゴーニュ公ルイの妻、ルイ15世の母のブルゴーニュ公妃のお気に入りであった。
ルイ14世治世の終わりには、ルイ14世の義理の妹であったオルレアン公妃エリザベート・シャルロット・ド・バヴィエールの邸宅となった。彼女の息子で後にはルイ14世の義理の息子となりフランスの摂政となるフィリップ2世はここで母と暮らしていた。
また、ルイ14世は、大トリアノンに大きな翼廊を建造するよう命じ、1708年にはマンサールによって着工されている。
この翼廊は「木立の下のトリアノン」(Trianon sous Bois) と呼ばれ、ルイ14世の認知された庶子でフィリップ2世の妻であるフランソワーズ・マリー・ド・ブルボンを含むオルレアン家が納まった。
ルイ14世の最年少の孫であったシャルル・ド・フランスとその妻のマリー・ルイーズ・エリザベート・ドルレアンはもまたここに住んだ。
ヴェルサイユ宮殿内のオルレアン家の邸宅は、後に置き換えられ、フランソワーズ・マリーの姉であるルイーズ・フランソワーズ・ド・ブルボンが住むようになった。ルイーズは後にこのトリアノン宮殿のデザインを複製し、ブルボン宮殿を建設している。
1717年、ピョートル大帝は大トリアノンに滞在し、ヴェルサイユの宮殿や邸宅を研究した。ピョートル大帝の夏の宮殿にはヴェルサイユ宮殿の影響がみられる。
ルイ15世は大トリアノンへいかなる改装も行わなかった。
1740年から1743年の間、彼の義理の父である元ポーランド国王スタニスワフ・レシチニスキはヴェルサイユを訪れている間、ここに滞在した。
後に、ルイ15世が病によって倒れたのはトリアノンへ滞在しているときであった。その死の前にヴェルサイユ宮殿へと移され、1774年5月10日に崩御した。
ルイ16世もまた、引き継いだもの以上の改築を大トリアノンに対して行わなかった。彼の妻のマリー・アントワネットは小トリアノンを好んだ。
1789年のフランス革命の間、大トリアノンは軽視されるに任せられた。フランス第一帝政の時代には、ナポレオンによって彼の邸宅とされ、帝政様式の家具が調えられた。ナポレオンは彼の二番目の妻であったマリア・ルイーザと共にトリアノンに住んだ。
次にトリアノンに暮らした王族はフランス国王・王妃のルイ・フィリップとナポリ王国出身の妻のマリー・アメリーである。ルイはかつてここに住んでいたオルレアン公フィリップ2世の子孫で、マリーも同じくトリアノンで過ごしたマリー・アントワネットの姪であった。
1837年10月、ルイ・フィリップの娘、マリー・ドルレアンがアレクサンダー・ヴュルテンベルクとトリアノンで結婚した。

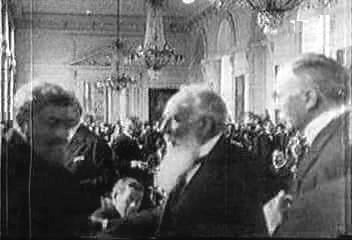
トリアノン条約調印式。内装が見て取れる

1920年、大トリアノンにおいて、トリアノン条約が調印された。これによりハンガリーの国土は第一次世界大戦前と比べ1/3以下となった。
1963年、シャルル・ド・ゴールは建物の修繕を命じた。

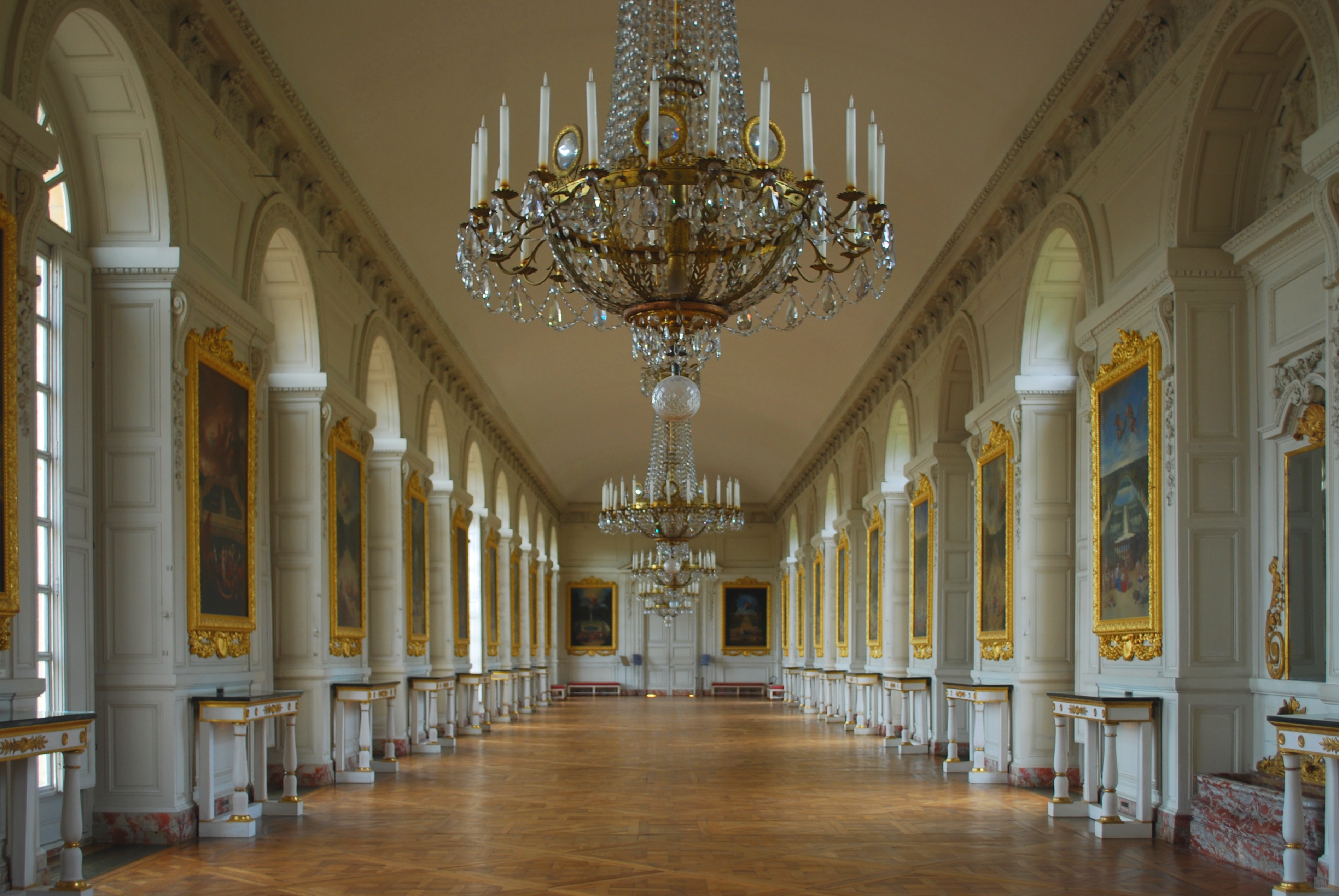
大トリアノン宮殿内装

今日ではヴェルサイユ宮殿を訪れる観光客に人気の場所であり、フランス首相官邸の一つとされ、外交に訪れた賓客をもてなす政府の迎賓館として使われている。
なお、東京の迎賓館赤坂離宮は、1968年の大規模な改修工事の際、大トリアノン宮殿を参考にして修復された。

## 居住者一覧
- 1690-1703年 : ルイ14世
- 1703-1711年 : グラン・ドーファン, ルイ14世の息子
  - 1708年より : エリザベート・シャルロット・ド・バヴィエール （Trianon sous Bois 翼廊)
- 1711-1712年 : ブルゴーニュ公ルイと公妃, グラン・ドーファンの息子とその妻
- 1712-1714年 : ベリー公シャルルと公妃, ブルゴーニュ公ルイの弟
- 1717年 : ピョートル大帝, ロシア皇帝とその側近
- 1720年 : ルイーズ・フランソワーズ・ド・ブルボン, ルイ14世と愛妾モンテスパン夫人の娘
- 1740年 及び 1743年 : スタニスワフ・レシチニスキ, 元ポーランド国王
- 1774年 : ルイ15世, 死の前の一週間
- 1810-1814年 : 皇后マリア・ルイーザ, ナポレオン1世の妻
- 1830-1848年 : マリー・アメリー王妃, ルイ・フィリップ1世の妻

## ギャラリー

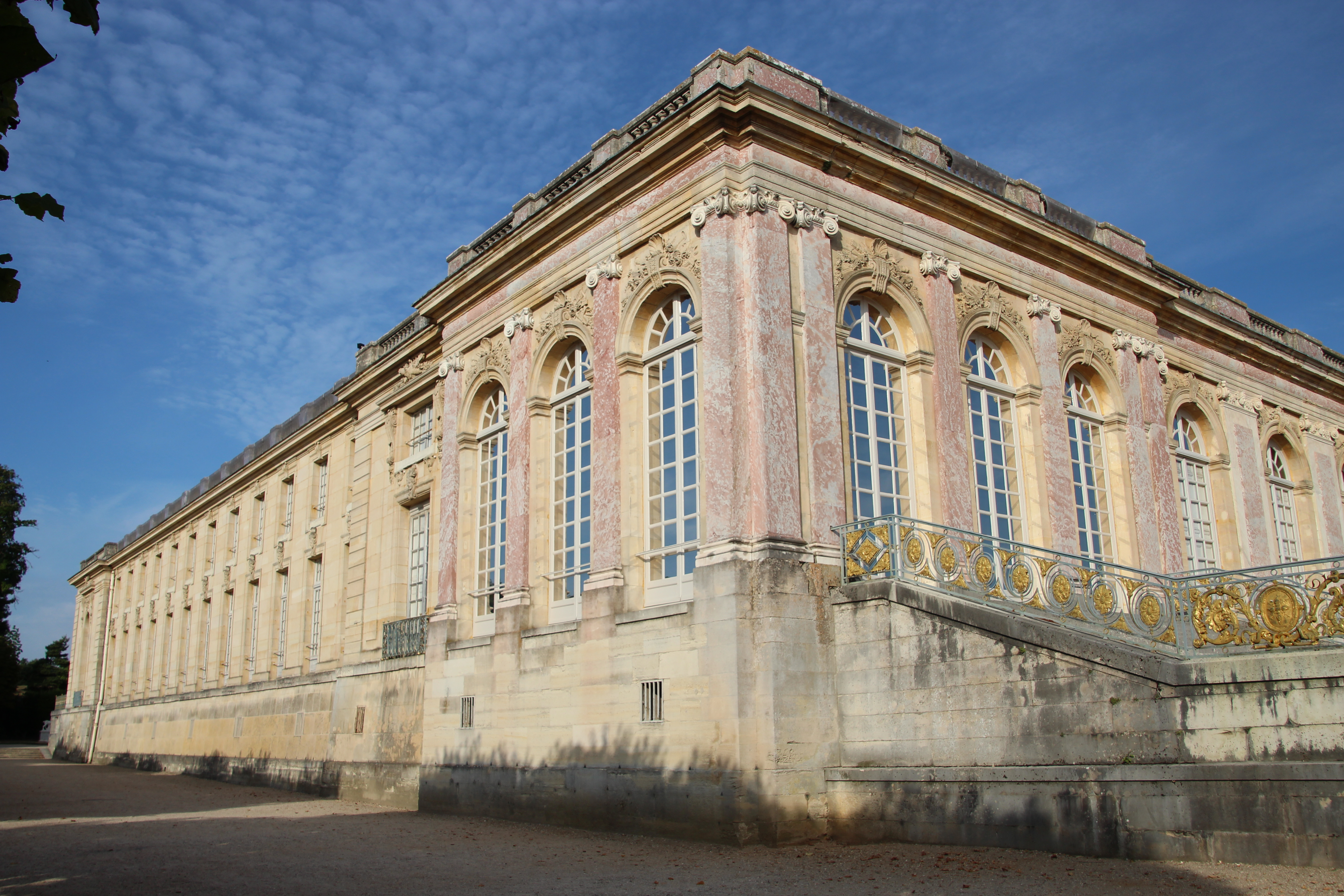
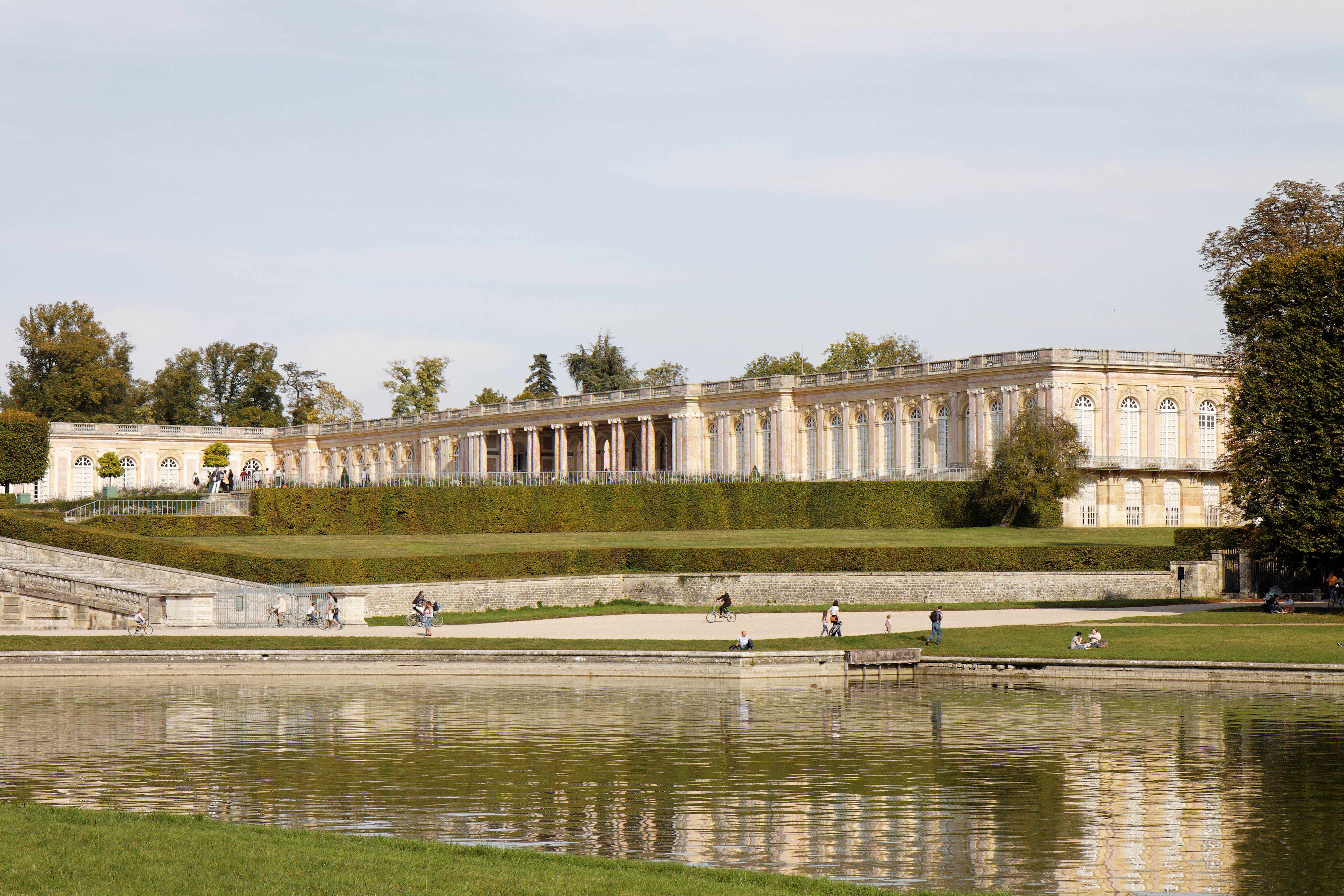
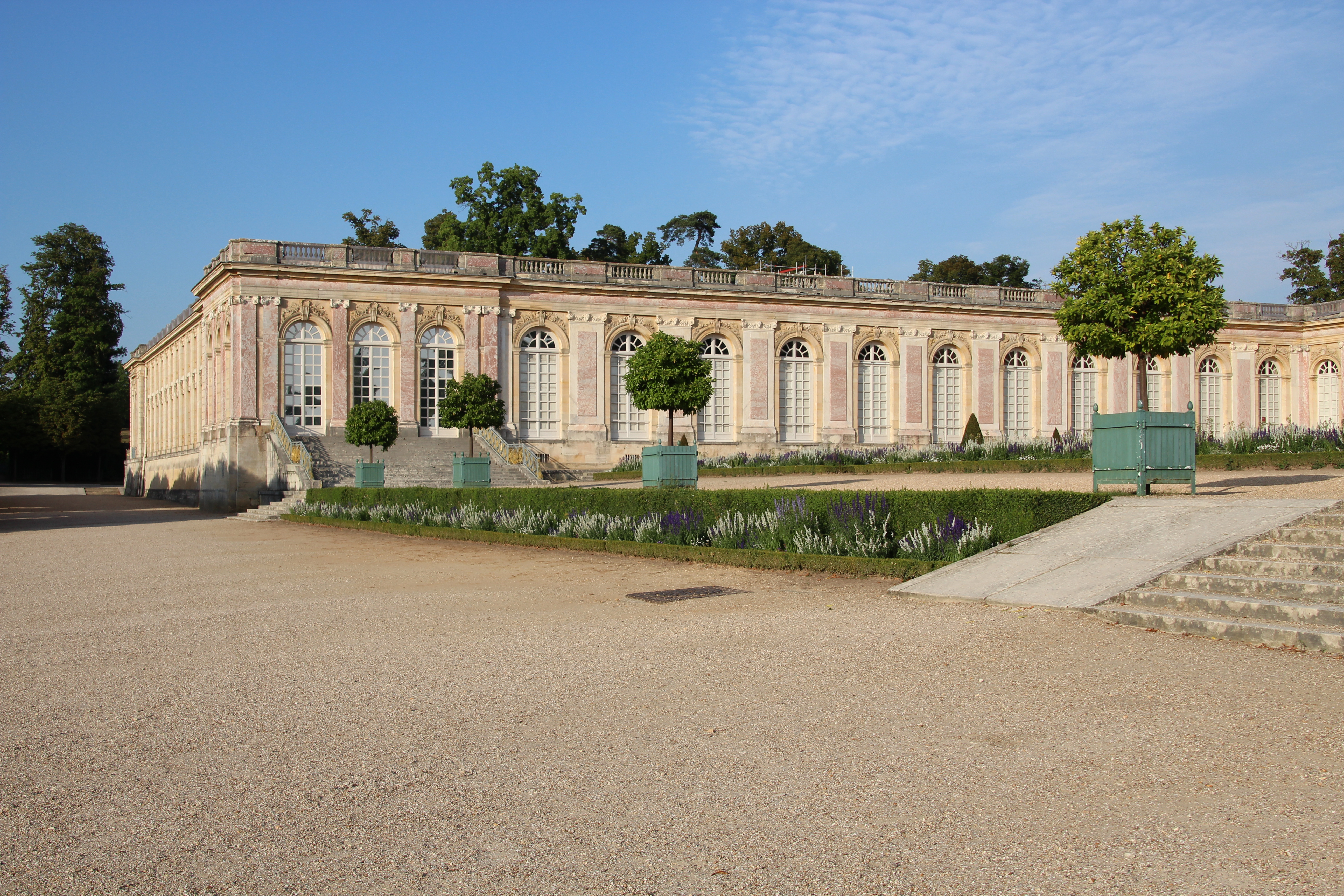
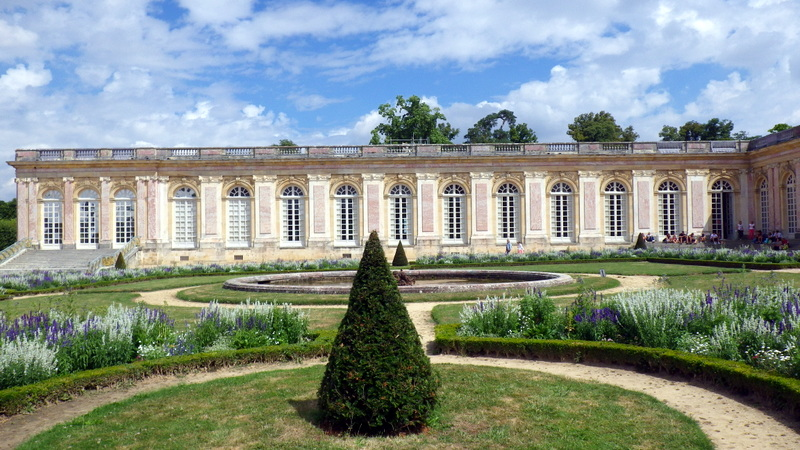
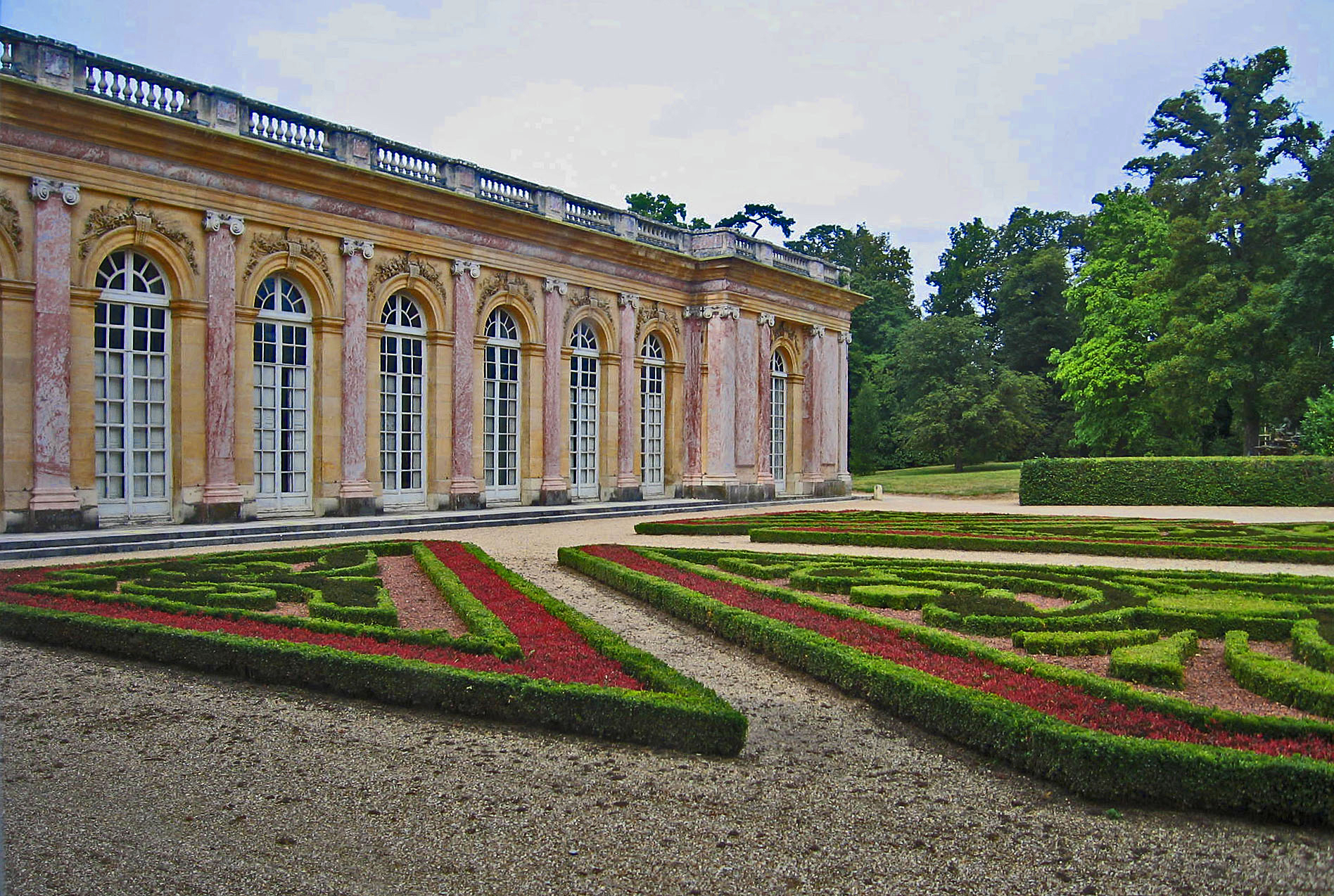
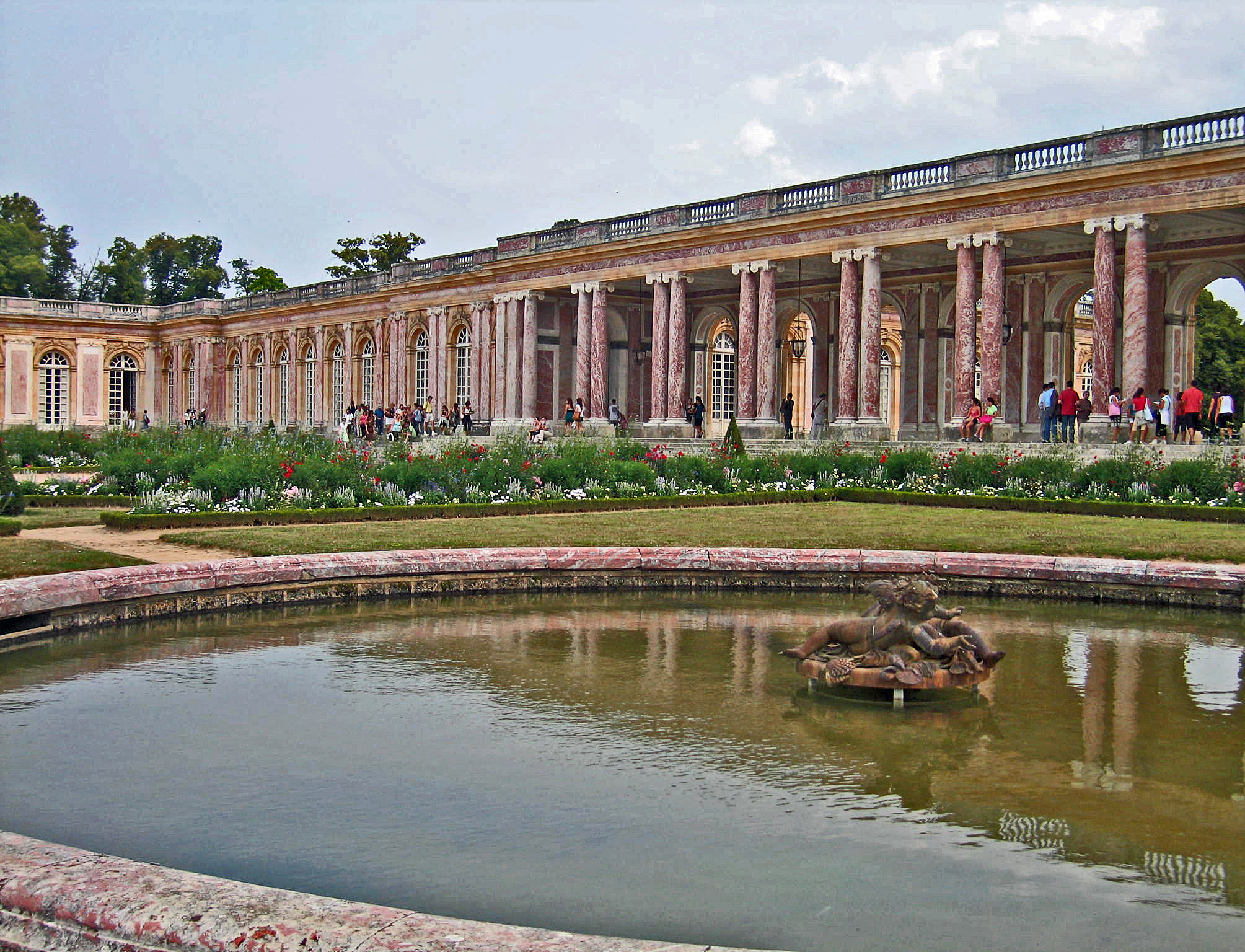